# Daphniphyllum gracile
Daphniphyllum gracile là một loài thực vật có hoa trong họ Daphniphyllaceae. Loài này được Gage miêu tả khoa học đầu tiên năm 1917.